# Шатлык
Шатлык — город в Огузханском этрапе Марыйского велаята Туркменистана. Население более 5 тысяч человек (2011). Возник как посёлок газодобытчиков.

## Этимология названия
В переводе с туркменского «Радость».